# عبد الله الغنيمان
عبد الله بن محمد الغنيمان عالم مسلم درس في المعهد العلمي في بريدة ثم في كلية الشريعة في الرياض. تولى رئاسة قسم العقيدة بالدراسات العليا بالجامعة الإسلامية في المدينة المنورة، ثم ترأس قسم الدراسات العليا، ودروس في كلية الدعوة وغيرها، وفي المسجد النبوي.

## سيرة
ولد في مدينة الشماسية بالقصيم عام 1352هـ، بعد التخرج التحق بالعمل في الجامعة الإسلامية مدرسًا، وقد تدرج في المناصب الأكاديمية حيث تولى رئاسة قسم العقيدة بالدراسات العليا بالجامعة الإسلامية في المدينة المنورة، ثم رأس قسم الدراسات العليا، بدأ بطلب العلم على الشيخ عبد العزيز بن مرشد.وعرف الشيخ بعلمه الجم في علم العقيدة وطول النظر فيها تدريساً ودراسة..

## مؤلفاته
له العديد من المؤلفات منها:
- شرح كتاب التوحيد من صحيح البخاري.
- مختصر منهاج السنة للشيخ الإسلام ابن تيمية.
- ثبات العقيدة الإسلامية أمام التحديات المعاصرة.
- المنهج الصحيح. وقد بدأ الشيخ في شرحه العام الماضي وأكمله هذا العام في الدورة العلمية بجامع الراجحي ببريدة.
- تحقيق وتعليق على كتاب الصفات للإمام الدارقطني.
- ذم الفرقة والاختلاف في الكتاب والسنة..ودون الشيخ على الغلاف هذه العبارة«إلى من أراد عدوهم ضرب بعضهم ببعض..إلى الجماعات الإسلامية».
- الهوى وأثره في العلم.
- لا يصلح هذه الأمة إلا ما أصلح أولها (رسـالة).
- لإيمان حقيقته وزيادته.
- دليل القارئ (مجلد).
- الطرق التي يعلم بها صدق الخبر من كذبه. [4]

## تلاميذه
- حامد العلي.
- حسام الدين عفانة.
- عبد الرزاق البدر

## وصلات خارجية
- شرح العقيدة الطحاوية على يوتيوب.